# Jenny and the Mexicats
Jenny and the Mexicats, conocidos anteriormente como Pachucos y la Princesa, son una banda integrada por la británica Jenny Ball como trompetista, el español David González Bernardos en las percusiones y los mexicanos Pantera Mexicat como guitarrista e Icho con el contrabajo. La banda se considera independiente por no tener contrato con ninguna compañía discográfica.

## Discografía

### Álbumes

#### De estudio
- 2012: Jenny and the Mexicats
- 2014: Ome[3]
- 2017: Mar abierto/Open Sea[4]
- 2019: Fiesta ancestral

#### Recopilatorio
2018: 10 Spins Round the Sun 10 Year Anniversary

### Sencillos
- «Verde más alla»
- «Me voy a ir»
- «Flor»
- «Labios»
- «Boulevard»
- «Frenético ritmo»
- «Me and My Man»
- «La diabla»
- «Si una vez»
- «La cumba del vino»
- «Call Me»
- «Quién me salva»
- «Qué descaro el tuyo»

### Colaboraciones
- 2014: «Se viene, se va», Mr. Kilombo
- 2016: «Tiene espinas el rosal», Cañaveral
- 2018: «Volver a empezar», Miguel Tena
- 2019: «Bailando con las farolas», El Kanka
- 2019: «El telón», Vetusta Morla
- 2021: «La madre que la trajo», Javier Sólo
- 2023: «Sin tus estrellas», Taburete

## Premios y nominaciones

### Premios 40 Principales América
| Año  | Categoría                       | Resultado |
| ---- | ------------------------------- | --------- |
| 2014 | Mejor Artista o Grupo de México | Nominado  |